# Herschel-Quincke-Interferometer
De Herschel-Quincke-Interferometer, ook wel bekend als de 'Buis van Quincke' is een akoestische interferometer, die gebruikt kan worden om de geluidssnelheid in een gasmedium te meten alsook om de golflengte van een enkelvoudige toon te bepalen. Het idee om geluidsgolven op deze manier te meten werd voor het eerst geopperd door de Engelse wetenschapper John Herschel en het experiment, ook bekend als 'De Proef van Quincke', werd nadien uitgevoerd door de Duitse natuurkundige Georg Hermann Quincke.

## Principe en Theorie

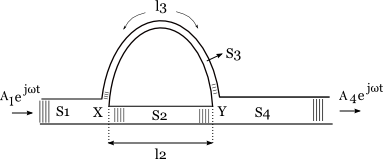
Schematische voorstelling van de interferometer van Quincke. A1 en A4 zijn de complexe amplituden van de ingaande en uitgaande geluidsgolven.

Schematisch bestaat de interferometer uit een hoofdpijp die zich splitst in twee zijtakken om zich op een bepaalde afstand van de vertakking weer te verenigen tot één enkele eindpijp. De lengte van een van de zijtakken kan meestal continu gevarieerd worden zodat het geluid in de zijtakken een verschillende weg moet afleggen. Op de plaats waar de twee geluidsgolven terug samenkomen treedt interferentie op. Wanneer het lengteverschil tussen de twee zijtakken gelijk is aan de halve golflengte van de geluidsgolf wordt de geluidsoverdruk op die plaats gelijk aan nul  en komt er geen geluid uit de eindpijp. Er treedt dan een totale reflectie op van de geluidsgolf. De oppervlakten van de doorsneden worden in de figuur voorgesteld door {\displaystyle S_{1},S_{2},S_{3}} en {\displaystyle S_{4}} en de lengte van de zijtakken door {\displaystyle l_{2}} en {\displaystyle l_{3}}. Het gedrag van de interferometer kan het best worden beschreven met behulp van de vermogenstransmissieverhouding tussen de ingang en de uitgang. Deze kan worden berekend aan de hand van het kwadraat van de amplituden van de inkomende en uitgaande geluidsgolven op voorwaarde dat hun golflengte veel groter is dan de diameter van de pijpen. Deze voorwaarde garandeert dat de geluidsgolven in de pijpen zich zullen voortplanten als vlakke golven. De uitdrukking voor de vermogenstransmissieverhouding  wanneer men ervan uitgaat dat er geen reflectie is van de geluidsgolf in de eindpijp met doorsnede {\displaystyle S_{4}} luidt dan
{\displaystyle P_{t}={\frac {S_{4}}{S_{1}}}{\frac {|A_{4}|^{2}}{|A_{1}|^{2}}}}
Deze uitdrukking is in het algemene geval (bij willekeurige {\displaystyle S_{1},S_{2},S_{3}} en {\displaystyle S_{4}} en willekeurige {\displaystyle l_{2}} en {\displaystyle l_{3}}) gecompliceerd  maar wordt eenvoudiger en meer overzichtelijk als er bepaalde verhoudingen bestaan tussen de oppervlakten van de pijpdoorsneden. De vermogenstransmissieverhouding voor het geval dat {\displaystyle S_{4}=S_{1}} en {\displaystyle S_{2}=S_{3}=S_{1}/2} of {\displaystyle S_{2}+S_{3}=S_{1}} luidt

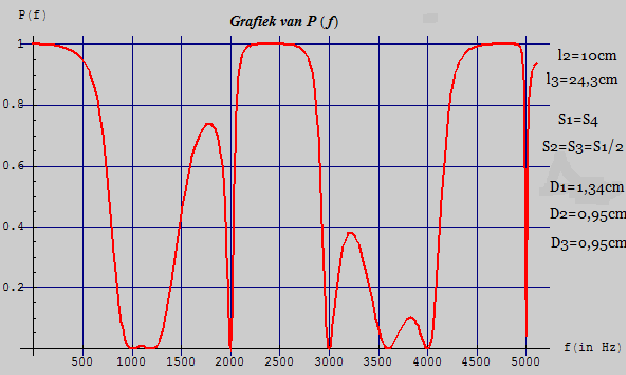
Grafiek van P_{t} in functie van de frequentie

{\displaystyle P_{t}={\frac {|A4|^{2}}{|A1|^{2}}}={\frac {16\,\sin ^{2}{\frac {1}{2}}k(l_{2}+l_{3})\cos ^{2}{\frac {1}{2}}k(l_{3}-l_{2})}{[1-2\,\cos k(l_{3}+l_{2})+\cos k(l_{3}-l_{2})]^{2}+4\,\sin ^{2}k(l_{2}+l_{3})}}}
met het golfgetal {\displaystyle k={\frac {2\pi }{\lambda }}={\frac {2\pi f}{c}}}
waarin {\displaystyle \lambda } de golflengte voorstelt, {\displaystyle f} de frequentie en {\displaystyle c} de geluidssnelheid (343 m/s)
Deze uitdrukking leert ons dat er geen vermogen meer wordt uitgestraald als {\displaystyle {\frac {k}{2}}(l_{3}-l_{2})=(2n+1){\frac {\pi }{2}}} of {\displaystyle l_{3}-l_{2}=(2n+1){\frac {\lambda }{2}}} en als {\displaystyle {\frac {k}{2}}(l_{3}+l_{2})=n\pi } of {\displaystyle l_{2}+l_{3}=n\lambda } met {\displaystyle n=0,1,2,...}. De gevallen {\displaystyle n=0} en {\displaystyle n=1} werden besproken in de werken van Quincke en Rayleigh.
De nevenstaande grafiek geeft een visueel beeld van het verloop van de vermogenstransmissieverhouding in het frequentiegebied tussen 0 en 5000 Hz.voor {\displaystyle l_{3}=24,3} cm en {\displaystyle l_{2}=10} cm.

## Toepassing
Zoals uit de grafiek blijkt gedraagt de buis van Quincke zich als een akoestisch filter met een aantal frequentiegebieden waarbinnen zich een sterk verminderde transmissie van het geluid voordoet. Ze kan dan ook met voordeel worden toegepast in ruisonderdrukkers en geluidsdempers.